# RoboCup Junior

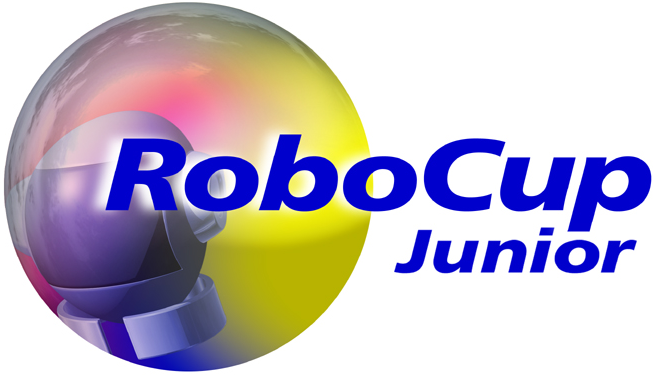
Il logo della Robocup Jr

La RoboCupJunior (RCJ) è una sezione della RoboCup ed ha lo scopo di diffondere la robotica e l'intelligenza artificiale.
Ogni anno viene organizzato un campionato mondiale RoboCup, all'interno del quale si tiene anche la sezione Junior. A questa si accede di norma attraverso le qualificazioni nazionali, non tutti i paesi (regioni) hanno le medesima organizzazione. L'Italia ha sia un comitato nazionale sia un regional representative per la sezione Junior. Per quest'ultima, l'Italia svolge dei campionati di qualificazione che sono di seguito descritti. I vincitori possono così prendere parte alla fase mondiale. Dal 2018 è stato dato il via anche al torneo Europeo, che nella prima edizione è stato organizzato proprio in Italia a Montesilvano, il sito di riferimento è: www.robocupjunior.eu
La RoboCup è un'organizzazione scientifica, pertanto i regolamenti mirano alla crescita tecnologica dei robot, che di anno in anno si fanno sempre più complessi. La sezione Junior aggiunge a questo la valenza propedeutica ed educativa dell'esperienza di apprendimento e di socializzazione. 

## Dove ha avuto luogo

### A livello nazionale (in Italia)
In Italia abbiamo avuto ad oggi due manifestazioni di rilevanza nazionale con lo scopo di qualificare i team per il mondiale:
Romecup dal 2007, organizzata da Fondazione Mondo Digitale a Roma.
Dal 2009 al 2017, Evento della Rete Italiana di scuole per la RoboCup Junior, organizzato dalla Rete di scuole fondata il 29/11/2008 a Varallo (VC) tra 8 Istituti superiori (Piemonte, Veneto, Sicilia) aderenti al MANIFESTO ogni anno in una diversa sede:
- 2009 a Torino - http://www.robocupjr.it/4/?page_id=70
- 2010 a Vicenza - http://www.robocupjr.it/4/?page_id=70
- 2011 a Catania - http://www.robocupjr.it/4/?page_id=84
- 2012 a Riva del Garda - http://www.robocupjr.it/4/?page_id=70
- 2013 a Pescara - http://www.robocupjr.it/4/?page_id=70
- 2014 a Pontedera - http://robocupjr2014.sssup.it/
- 2015 a Busto Arsizio - http://www.robocupjr.it/4/?page_id=70
- 2016 a Bari - http://www.robocupjr.it/4/?page_id=70
- 2017 a Foligno - http://www.robocupjr.it/4/?page_id=70

Nel 2018 l'altro evento nazionale di selezione è stato organizzato dalla rete di scuole RoboCup Junior Academy,
l'evento si è svolto a Trento dall'11 al 14 Aprile 2018.
Il sito di riferimento internazionale è: www.robocupjunior.org
a livello nazionale: www.robocupjunior.it

### A livello mondiale
- 2000 a Melbourne, Australia
- 2001 a Seattle, USA
- 2002 a Fukuoka, Giappone
- 2003 a Padova, Italia
- 2004 a Lisbona, Portogallo
- 2005 a Osaka, Giappone
- 2006 a Brema, Germania
- 2007 a Atlanta, USA
- 2008 a Suzhou, Cina
- 2009 a Graz, Austria
- 2010 a Singapore
- 2011 a Istanbul, Turchia
- 2012 a Città del Messico, Messico
- 2013 a Eindhoven, Paesi Bassi
- 2014 a João Pessoa, Brasile
- 2015 a Hefei, Cina
- 2016 a Leipzig, Germania
- 2017 a Nagoya, Giappone
- 2018 a Montreal, Canada
- 2019 a Sydney, Australia https://2019.robocup.org/
- 2021 virtuale
- 2022 a Bangkok, Thailandiaù
- 2023 a Bordeaux, Francia
- 2024 a Eindoven, Paesi Bassi
- 2025 a Salvador, Brasile

## Campionato europeo
Negli ultimi anni, l'evento mondiale è cresciuto molto inducendo la federazione a sforzi rganizzativi fino ad una limitazione delle dimensioni dellhttp://www.robocupjunior.eu/a sezione Junior. Questo ha avuto come conseguenza ad esempio, l'innalzamento progressivo dell'età minima per poter accedere che al momento è di 14 anni. Di contro però, la sezione under 14 non è stata abbandonata, nei singoli paesi è praticabile e sono stati incentivati i tornei super regionali. Ovvero tornei di natura continentale. Nel 2017 si è svolta a prima edizione del torneo Asia Pacific: http://robocupap.org/ e nel 2018 si è svolta la prima edizione del RoboCup Junior European Championship . L'edizione del 2018 si è svolta proprio Italia a Montesilvano, per il 2019 è prevista i Germania ad Hannover. In realtà nel 2015 si era svolta in Olanda una prima versione dell'europeo https://www.robocupeuropeanopen.org/en Archiviato il 14 novembre 2018 in Internet Archive.si trattava però di un torneo di tipo "open" mentre nella struttura attuale, vi si può accedere mediante le selezioni nazionali.

## Leghe e sottoleghe
La RoboCupJunior è organizzata in Leghe, a loro volta articolate in sottoleghe, per un totale di 7. La recente ristrutturazione ha portato ad una riduazione delle sottoleghe ma anche ad un maggior legame tra leghe Junior e leghe Major. La più significativa è ad esempio, la transizione dalla vecchia categoria Dance all'attuale OnStage. Come si è detto, la distinzione tra Under 14 ed Under 19 è sparita a livello di campionato mondiale, al quale si accede con una età minima di 14 anni, mentre rimane a livello locale e super regionale. Inoltre, ogni lega, è articolata nelle sottoleghe, seguendo un principio di difficoltà crescente secondo il paradigma principiante - esperto.
Abbiamo quindi:
Soccer, articolato in:
- Soccer Lightweight
- Soccer Open League

Rescue articolata in:
- Rescue Line
- Rescue Maze
- CoSpace Rescue

OnStage, articolata in:
- OnStage novice
- OnStage advanced

Nel nostro paese tutte le sottoleghe vengono praticate. 
I regolamenti ufficiali possono essere reperiti sul sito della robocup:
Onstage
Soccer
Rescue

### OnStage

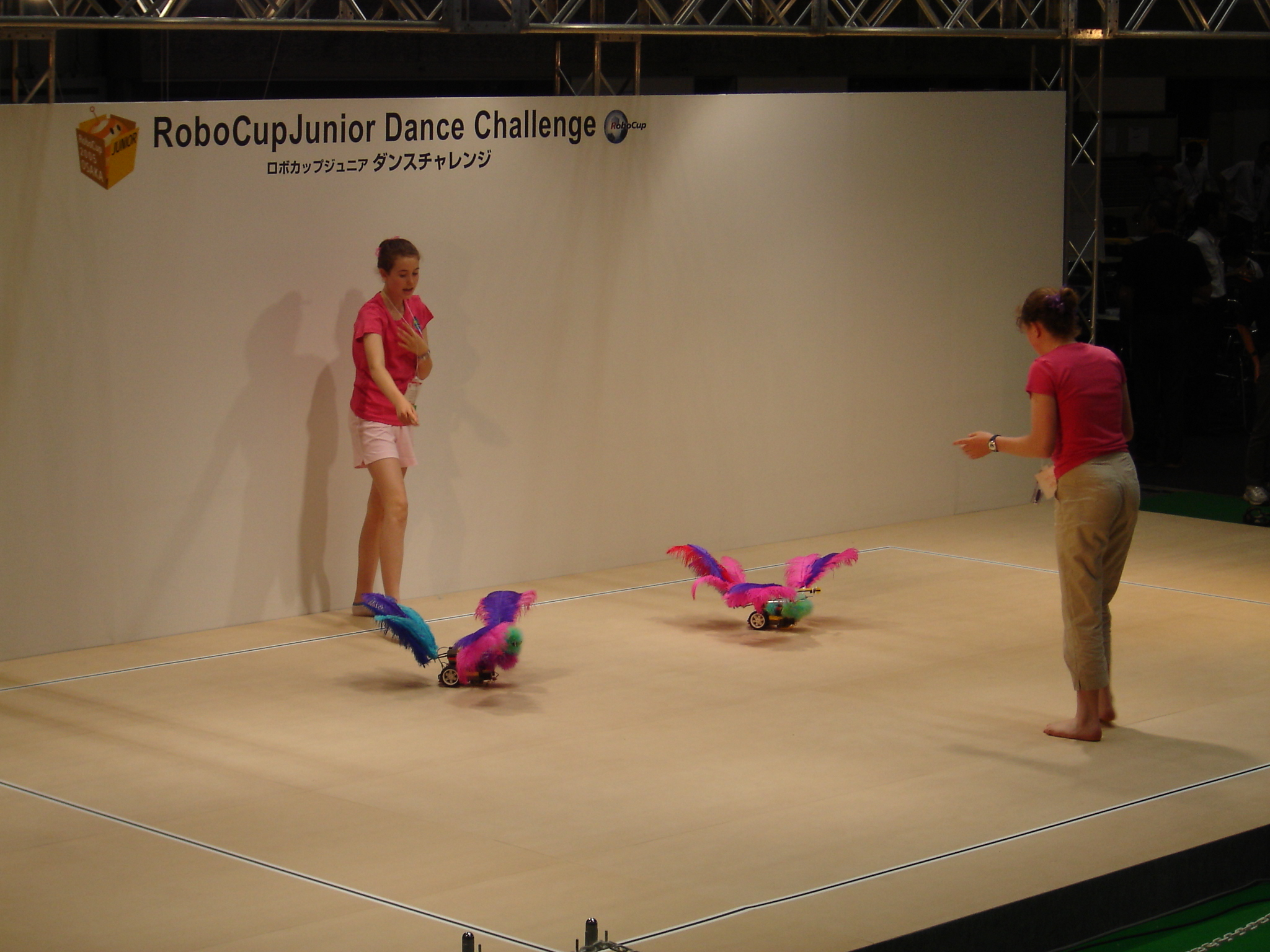
Un esempio di Dance, vecchio regolamento

Questa lega ha cambiato struttura dalla precedente "Dance". Prevede una presentazione su un palco, è caratterizzata dal maggior contenuto di creatività ed interazione uomo-robot. In passato la performance aveva la forma di ballo (dance) o teatro (theatre), attualmente l'attenzione sui contenuti tecnici è stata sottolineata dai nuovi regolamenti.

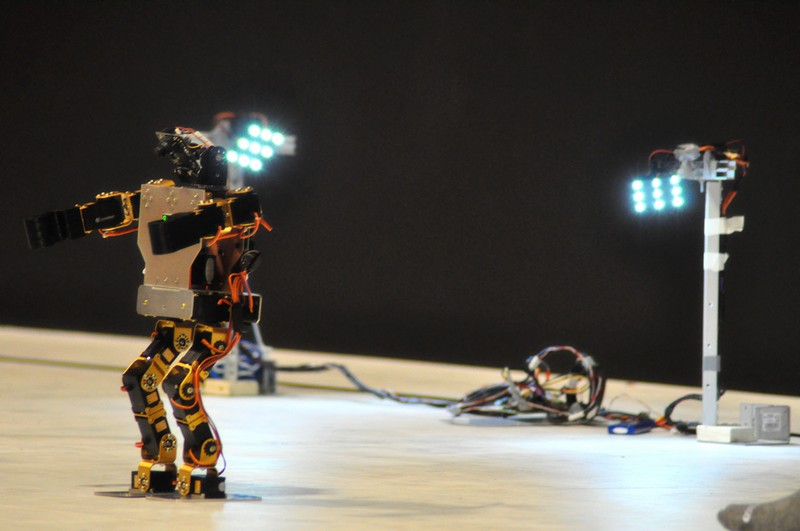
Esempio di Robot umanoide per la categoria OnStage Advanced

### Rescue
In questa specialità i robot si muovono all'interno di un'arena, composta da tre stanze collegate tra loro. Discende dalla rescue della major, che dovrebbe simulare la ricerca feriti in ambienti ostili o pericolosi. Si articola nelle sottoleghe "Line" e "Maze". La prima prevede come base un percorso tracciato principalmente da una linea nera, la seconda prevede la ricerca di fonti di calore. 

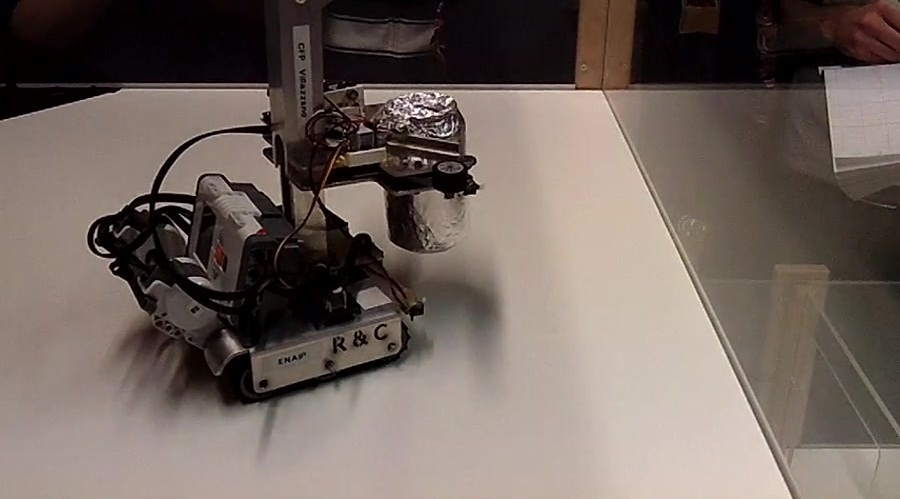
Un robot, durante una gara di Rescue (vecchio regolamento), solleva la vittima

### Soccer
La specialità Soccer è molto diversa dalle altre due, in quanto prevede una partita di calcio tra robot. Discende dal soccer della major che è anche l'obiettivo fondante della RoboCup stessa, ovvero la partita di calcio tra umani e robot da giocare entro il 2050. 

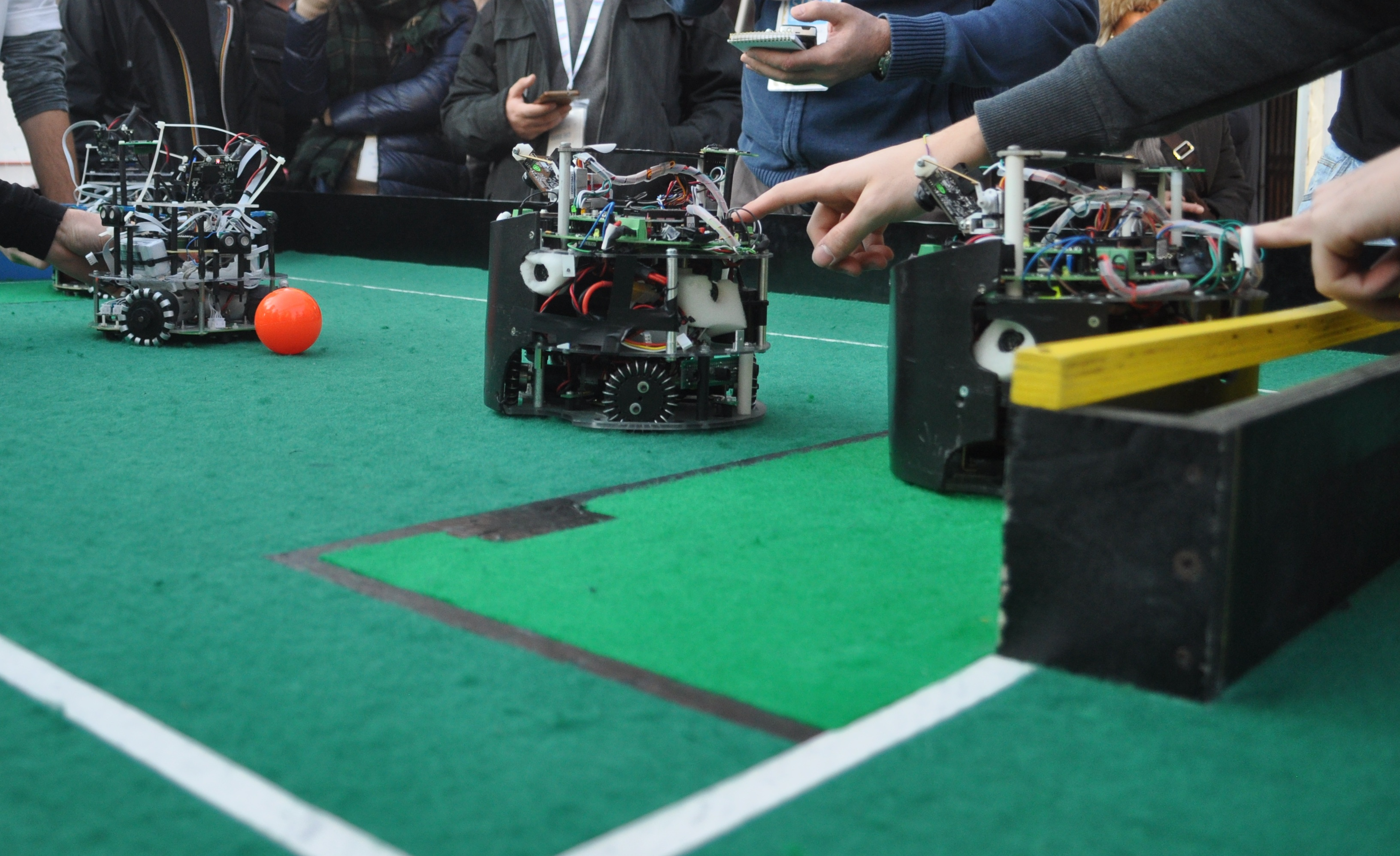
Esempio della posizione di avvio prima del "fischio" di inizio di una partita di Soccer Open. Attualmente si gioca con la pallina arancione ed è necessaria la visione artificiale per individuarla.

SI gioca due contro due, lo scopo della gara è segnare più goal della squadra avversaria. Anche questa categoria è interessata da forti innovazioni di regolamento. Si articola in "Open" e "Lightweight". Nella prima i robot possono pesare fino a 2400g, nella seconda sino a 1100g.

### Cospace Rescue
È caratterizzata da una gara in un ambiente simulato di realtà virtuale. La prima lega Cospace era una sottolega della Dance, mentre attualmente è una sottolega della Rescue.